# Zanja Real

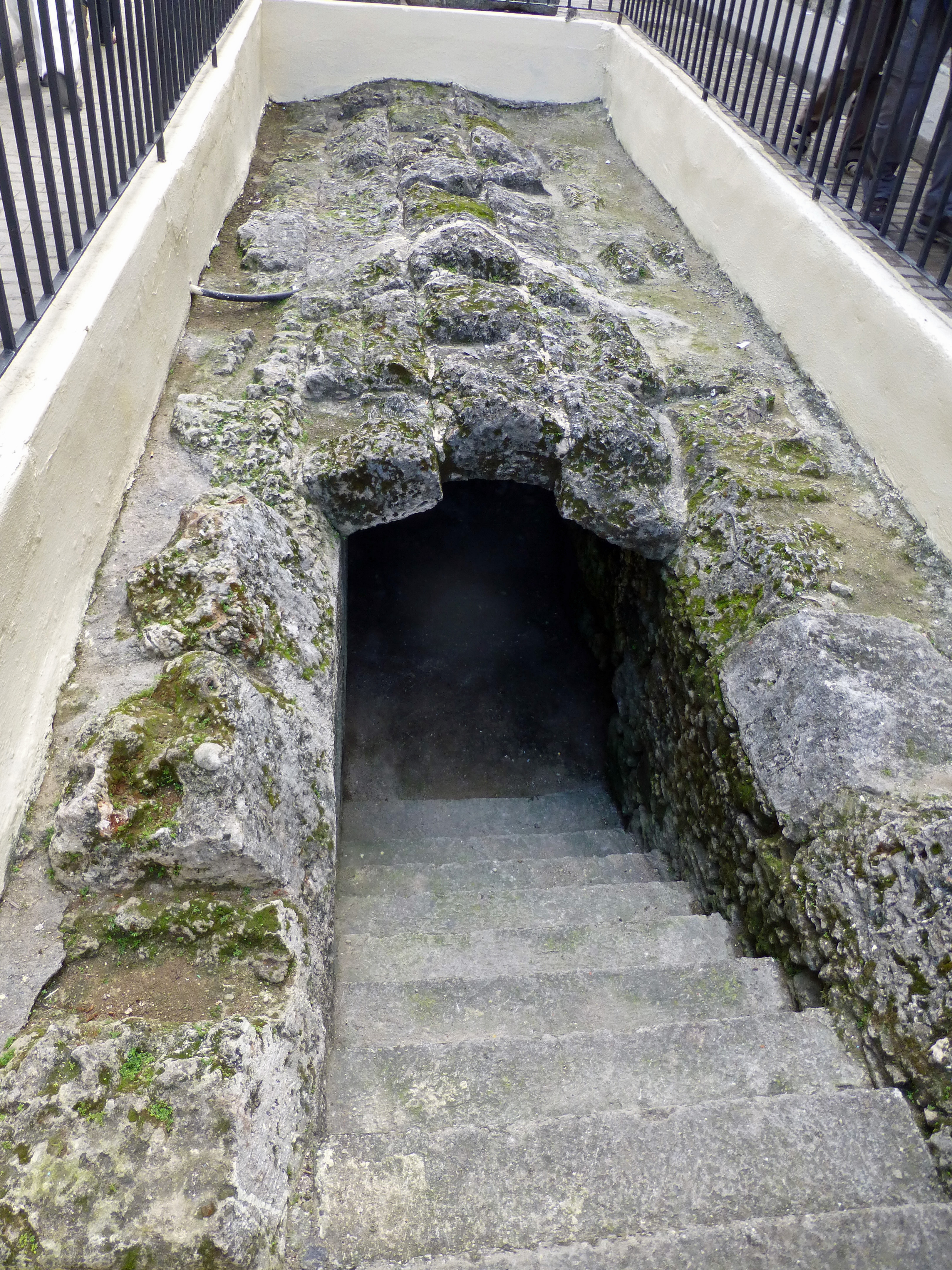
Vestiges de la Zanja Real à La Havane

La Zanja Real est le premier aqueduc construit à Cuba à la fin du XVIe siècle. Ce canal de plus de 11 km de longueur a assuré l'approvisionnement en eau de La Havane pendant près de deux siècles et demi (1592-1835). Il amenait les eaux de la rivière Chorrera – aujourd'hui Almendares – jusqu’à la place de la Ciénaga, aujourd'hui place de la Cathédrale.

## Histoire
Commencée en 1566, sa construction s'est achevée en 1574.
Selon le docteur Finlay, spécialiste des maladies infectieuses, il s'agissait d'une sorte de large fossé qui acheminait généralement de l'eau non potable pendant la saison des pluies et devait être constamment réparé.